# Wendros
Wendros Film & Data AB var ett filmbolag med huvudsäte i Huddinge, som huvudsakligen levererade barnfilmer på VHS under namnet Cartoon Video-Film från och med 1981 till början på 1990-talet. Från början gav man ut diverse europeiska tecknade serier som bland annat polska Lolek och Bolek, men senare lade företaget mycket fokus på japansk animerad film som lockade äldre barn och ungdomar på grund av dess mer vuxna innehåll. Bolaget producerade dessutom spelfilmen "Ingen kan älska som vi".  
1998 köptes de upp av Ozon Media som fortsatte att ge ut tecknade filmer.